# Josefine, Törtel und die Tiere
Josefine, Törtel und die Tiere ist eine deutsche Animationsserie, welche am 11. Februar 2025 auf KiKA ihre Premiere feierte.

## Handlung
Die Mutter der 12-jährigen Josephine ist Tierärztin, welche gerne alle verletzten Tiere versorgt, die Josefine aufspürt. Josefine findet ebenfalls stets eine Lösung, um Wiederholungen von menschenverursachten Fehlern zu verhindern. Daher ist es auch nicht verwunderlich, dass Josefine Tiere über alles liebt und eine besondere Verbindung mit der Schildkröte Törtel teilt.

## Produktion und Veröffentlichung
Die Serie entstand bei den Studios Caligari Film- und Fernsehproduktion und Traffix Entertainment unter der Regie von Hubert Weiland. Die Drehbücher schrieben Jonathan Evans, Jimmy Hibbert, Wieland Freund, Stephie Theodora, Karen Mitrega, Götz Brand, Ishai Ravid und Jon Dalgaard. Die Musik der Serie komponierte Michel Duprez. Die Erstausstrahlung der 20 Folgen startete am 11. Februar 2025 bei KiKA. Es folgten Wiederholungen sowohl bei KiKA als auch im ZDF.

## Synchronisation
| Rolle              | Stimme            |
| ------------------ | ----------------- |
| Josefine Budak     | Naima Zentner     |
| Anna Budak         | Shirin Lotze      |
| Paul Budak         | Friederike Sipp   |
| Törtel             | Malte Wetzel      |
| Mario Budak        | Andreas Thiele    |
| Fritzie Vogel      | Lisa Surmann      |
| Rose Klotz         | Michèle Tichawsky |
| Anton              | Uwe Kosubek       |
| Hermann Lüttkewitz | Gerhard Jilka     |

## Episoden
| Nummer | Originaltitel           | Erstausstrahlung (DE) |
| 1      | Schwan im Dunkeln       | 11. Februar 2025      |
| 2      | Vorsicht giftig         | 11. Februar 2025      |
| 3      | Sorge um das Krähennest | 12. Februar 2025      |
| 4      | Der Affe ist los        | 12. Februar 2025      |
| 5      | Besitzer gesucht        | 13. Februar 2025      |
| 6      | Ein Marder zieht ein    | 13. Februar 2025      |
| 7      | Hunde verboten          | 14. Februar 2025      |
| 8      | Der Streuner            | 14. Februar 2025      |
| 9      | Gefährlicher Müll       | 17. Februar 2025      |
| 10     | Immer hell              | 17. Februar 2025      |
| 11     | Haustiere vermisst      | 18. Februar 2025      |
| 12     | Gefahr auf Rädern       | 18. Februar 2025      |
| 13     | Ente in Seenot          | 19. Februar 2025      |
| 14     | Waschbär im Gully       | 19. Februar 2025      |
| 15     | Die Wilderer            | 20. Februar 2025      |
| 16     | Waldbrand               | 20. Februar 2025      |
| 17     | Das Geisterhaus         | 21. Februar 2025      |
| 18     | Schnelles Schweinchen   | 21. Februar 2025      |
| 19     | Zurück nach Hause       | 24. Februar 2025      |
| 20     | Der Igelfreund          | 24. Februar 2025      |